# Патешка супа
„Патешка супа“ (на английски: Duck Soup) е американски филм от 1933 година, комедия на режисьора Лео Маккери по сценарий на Берт Калмар, Хари Руби, Артър Шийкман и Нат Перин.
Филмът е абсурден фарс в типичния стил на братя Маркс, като в центъра на сюжета е ексцентричен дилетант, поставен начело на малка държава по прищявка на нейната основна кредиторка, и интригите на посланик на съседна страна, опитващ се да го отстрани. Главните роли се изпълняват от Граучо Маркс, Харпо Маркс, Чико Маркс, Маргарет Дюмон, Луис Калхърн.